# I'll Be Waiting
I'll Be Waiting è una canzone di Lenny Kravitz, estratta dal suo album It's Time for a Love Revolution, uscito nel 2008. Il singolo è stato reso disponibili per il download digitale su iTunes il 6 dicembre 2007.

## Tracce
CD-Single
1. I'll Be Waiting - 4:20
2. Again - 3:48

CD-Maxi
1. I'll Be Waiting
2. Again
3. Can't Get You Off My Mind
4. It Ain't Over 'Til It's Over

Cobra Starship remix
1. I'll Be Waiting (Cobra Starship remix)

Cobra Starship radio edit
1. I'll Be Waiting (Cobra Starship radio edit)

## Classifiche
| Classifica (2008) | Posizione massima |
| ----------------- | ----------------- |
| Austria           | 6                 |
| Belgio (Fiandre)  | 5                 |
| Belgio (Vallonia) | 5                 |
| Brasile           | 44                |
| Canada            | 45                |
| Francia           | 27                |
| Germania          | 6                 |
| Islanda           | 13                |
| Italia            | 4                 |
| Paesi Bassi       | 5                 |
| Repubblica Ceca   | 1                 |
| Romania           | 45                |
| Slovacchia        | 6                 |
| Stati Uniti       | 73                |
| Svezia            | 16                |
| Svizzera          | 4                 |